# Claoxylon euphorbioides
Claoxylon euphorbioides là một loài thực vật có hoa trong họ Đại kích. Loài này được (Elmer) Merr. mô tả khoa học đầu tiên năm 1923.